# Kolo s pevným převodem

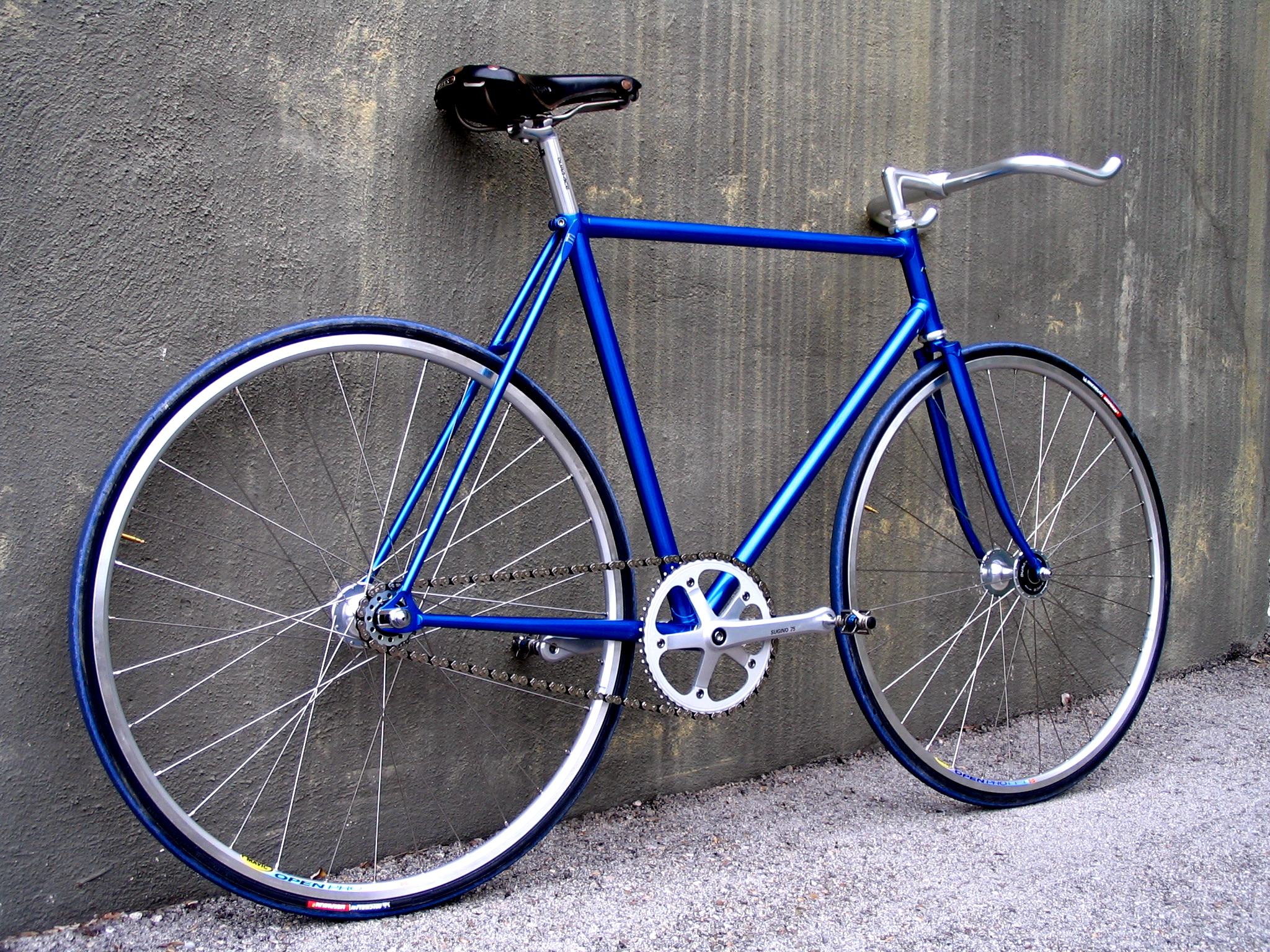
Jízdní kolo s pevným převodem

Kolo s pevným převodem, slangově furt(o)šlap, festka, fixie či fixka, je jízdní kolo vybavené přímým převodem bez volnoběžky. Cyklista je tak nucen neustále alespoň pohybovat nohama, když ne vysloveně šlapat.
Tento typ kola byl původně určen pro dráhovou cyklistiku: Na dráze závodník nepotřebuje měnit převody, stačí jediný, pokud možno nejtěžší a tím i nejrychlejší. Kvůli rychlosti je důležitá co nejmenší hmotnost, vše nepotřebné je tedy odstraněno, například i brzdy: Protože kolo nemá volnoběh, dá se šlapat i dozadu. Rychlost lze měnit působením silou i proti směru točení pedálů.
Kola s pevným převodem se používají i v dalších sportech: V kolové a cyklistické krasojízdě se používá fixní převod 1:1.
V 90. letech 20. století se v USA poslíčci rozhodli používat kola s pevným převodem ne na dráze, ale ve městě. Po roce 2000 se trend šíří jako výraz městského životního stylu.